# Улрих II фон Тауферс
Улрих II фон Тауферс (на немски: Ulrich II, Herr von Taufers; † между 8 февруари 1293 и 7 юни 1293) е господар на замък Тауферс в Южен Тирол в Италия.

## Произход
Той е вторият син на Хуго IV фон Тауферс († 1248) и Аделхайд фон Епан († 1263/1264), дъщеря на граф Улрих фон Епан († сл. 1232). Брат е на бездетния Хуго V фон Тауферс († 1256/1261), женен за Мария фон Мач и пр. 10 август 1240 г. за Сопрана да Камино († 1291). Внук е на Хайнрих фон Тауферс († пр. 1184) и Матилда фон Хоенбург († сл. 1224). Потомък е на Хуго I фон Тауферс († сл. 1145). Роднина е на Хайнрих фон Тауферс († 1239), епископ на Бриксен (1224 – 1239), син на Хуго III фон Тауферс († 1206/1216).
Около 1309/1315 г. голяма част от господството Тауферс отива на графовете на Тирол. Господарите фон Тауферс измират през 1336 г.

## Фамилия
Улрих II фон Тауферс се жени пр. 18 септември 1264 г. за графиня Евфемия фон Хойнбург († 14 юни 1316), (роднина на византийската императрица Берта фон Зулцбах), дъщеря на граф Вилхелм IV фон Малта и Лаас († 1250) и Елизабет († сл. 1256). Тя е сестра на граф Улрих II фон Хоенбург († 1308) и внучка на граф Геро II фон Хоенбург († ок. 1220) и Елизабет фон Ортенбург († сл. 1240). Те имат децата:
- Аделхайд фон Тауферс († сл. 1300), омъжена пр. 1278 г. за Гебхард I фон Хоенлое-Браунек-Халтенбергщетен († ок. 3 ноември 1300)
- Хуго VI фон Тауферс († 17 март 1309), женен пр. 1303 г. за Маргарета фон Труендинген († сл. 23 септември 1315)
- Хедвиг фон Тауферс († сл. 1298), омъжена за Хартнид III фон Петау († ок. 1316)
- Улрих III фон Тауферс († ок. 1293), женен за Агнес да Камино († сл. 1316)
- Елзбет фон Тауферс († 3 октомври 1325), омъжена за Хадмар фон Шьонберг († 1287/22 януари 1289)
- Агнес фон Тауферс († сл. 1301), омъжена вер. за Хайнрих фон Ротенбург
- (вер. незаконна) Евфемия фон Тауферс († 1329), омъжена пр. 3 април 1311 г. за Андреас I фон Хоенлое-Браунек († 4 април 1318)